# William Babell
William Babell (1690-1722) fou un organista i compositor anglès, deixeble de Händel, avantatjà el seu mestre com a organista, i fou músic particular de Jordi I.
Les seves peces per a clavicordi sobre motius del Rinaldo de Händel són tan difícils, que molt poques persones les podien executar a part d'ell. Les altres obres consisteixen en solos de concerts per a violí i flautes.